# Rod Downey
Pour les articles homonymes, voir Downey (homonymie).
Rodney Graham Downey (né le 20 septembre 1957) est un mathématicien et informaticien néo-zélandais et australien, professeur à la School of Mathematics and Statistics de l'université Victoria de Wellington en Nouvelle-Zélande. Il est connu pour son travail en logique mathématique et en théorie de la complexité computationnelle, et en particulier pour avoir fondé le domaine de la complexité paramétrée avec Michael Fellows (en). 

## Formation et carrière
Downey a obtenu un bachelor à l'université du Queensland en 1978, puis a poursuivi ses études à l'université Monash, obtenant un doctorat en 1982 sous la supervision de John Crossley (en), avec une thèse intitulée Abstract Dependence, Recursion Theory and the Lattice of Recursively Enumerable Filters,,. Après avoir occupé des postes d'enseignement et de visite au Chisholm Institute of Technology (en), à l'université Western Illinois (en), à l'université nationale de Singapour et à l'université de l'Illinois à Urbana-Champaign, il est venu en Nouvelle-Zélande en 1986 en tant que chargé de cours à l'Université Victoria. Il a été promu lecteur en 1991 et a obtenu une chaise personnelle à Victoria en 1995,.
Downey a été président de la Société mathématique de Nouvelle-Zélande de 2001 à 2003,.

## Publications
Downey est co-auteur de trois livres: 
- Algorithmic Randomness and Complexity (avec D. Hirschfeldt, Springer, 2010)
- (en) Rod Downey et M.R. Fellows, Parameterized complexity, New York, Springer, 1999, 533 p. (ISBN 978-0-387-94883-6, LCCN 97022882)
- (en) Rod Downey et M. R. Fellows, Fundamentals of Parameterized Complexity, London u.a., Springer, 2013, 763 p. (ISBN 978-1-4471-5559-1, lire en ligne)

Il est également l'auteur ou le co-auteur de plus de 200 articles de recherche , y compris une suite très citée de quatre articles avec Michael Fellows et Karl Abrahamson jetant les bases de l'étude de la complexité paramétrée.  

## Prix et distinctions
En 1990, Downey a remporté le Hamilton Research Award de la Royal Society of New Zealand. En 1992, Downey a remporté le prix de la recherche de la Société mathématique de Nouvelle-Zélande « pour des recherches pénétrantes et prolifiques qui ont fait de lui un expert de premier plan dans de nombreux aspects de la théorie de la récursivité, de l'algèbre efficace et de la complexité ». En 1994, il a remporté le prix de recherche de l'Association des scientifiques de Nouvelle-Zélande et est devenu membre de la Société royale de Nouvelle-Zélande en 1996,. En 2006, il est devenu le premier mathématicien néo-zélandais à donner une conférence invitée au Congrès international des mathématiciens à Madrid avec une conférence intitulée « Algorithmic randomness and computability ». Il a également donné des conférences invitées au Congrès international de logique, méthodologie et philosophie des sciences et à la Conférence ACM sur la complexité informatique. Il a été élu membre de l'ACM (en) en 2007 « pour ses contributions à la calculabilité et à la théorie de la complexité », devenant ainsi le deuxième membre de l'ACM en Nouvelle-Zélande, et la même année, il a été élu membre de la Société mathématique de Nouvelle-Zélande. En 2010, il a remporté le prix Shoenfield (pour les articles) de l'Association for Symbolic Logic pour son travail avec Denis Hirschfeldt, Andre Nies et Sebastiaan Terwijn sur le hasard. En 2011, la Royal Society of New Zealand lui a décerné sa médaille Hector « pour son travail exceptionnel de renommée internationale en théorie de la récursivité, en complexité informatique et en autres aspects de la logique mathématique et de la combinatoire »,. En 2012, il est devenu membre de l'American Mathematical Society. En 2013, il est devenu membre de la Société mathématique australienne. En 2014, il a reçu le prix Nerode de l'Association européenne d'informatique théorique, conjointement avec Hans Bodlaender (en), Michael R. Fellows (en), Danny Hermelin, Lance Fortnow (en) et Rahul Santhanam pour leurs travaux sur les limites inférieures de la kernelisation. En octobre 2016, Downey a reçu un prix de recherche Humboldt distingué pour ses contributions académiques. Avec Denis Hirschfeldt, Downey a remporté un autre prix Shoenfield de l'Association for Symbolic Logic, cette fois le prix du livre 2016 pour Algorithmic Randomness and Complexity. En 2018, Downey a prononcé la conférence Gödel de l'Association for Symbolic Logic lors de la réunion d'été européenne à Udine, en Italie. En 2018, Downey a reçu la médaille Rutherford, la plus haute distinction décernée par la Royal Society of New Zealand, « pour ses recherches révolutionnaires prééminentes sur la calculabilité, y compris le développement de la théorie de la complexité paramétrée et l'étude algorithmique du hasard ».  